# Centroptilum alamance
Centroptilum alamance är en dagsländeart som först beskrevs av Jay R. Traver 1932.  Centroptilum alamance ingår i släktet Centroptilum och familjen ådagsländor. Inga underarter finns listade i Catalogue of Life.